# Courvite de Burchell
Cursorius rufus
Espèce
Statut de conservation UICN

 LC  : Préoccupation mineure
Le Courvite de Burchell (Cursorius rufus) est une espèce d'oiseaux limicoles de la famille des Glareolidae vivant en Afrique.

## Répartition
Cet oiseau vit dans les endroits semi-arides d'Afrique australe.

## Étymologie
Le nom de l'espèce commémore William John Burchell (1781-1863).